# (17930) Kennethott
(17930) Kennethott (1999 GE24) – planetoida z pasa głównego asteroid okrążająca Słońce w ciągu 3,33 lat w średniej odległości 2,23 j.a. Odkryta 6 kwietnia 1999 roku.